# Akinwunmi Ambode
Akinwunmi Ambode, né le 14 juin 1963, est un homme politique nigérian, gouverneur de l'État de Lagos de 2015 à 2019. Il est fonctionnaire pendant 27 ans et consultant financier avant de briguer le mandat de gouverneur.

## Biographie

### Jeunesse
Akinwunmi Ambode naît le 14 juin 1963 à l'hôpital général d'Epe, fils de Festus Akinwale Ambode et Christianah Oluleye Ambode. Akinwunmi Ambode est l'un des dix enfants de son père Festus Ambode.

### Éducation et études
Akinwunmi Ambode fréquente l'école primaire St. Jude, à Ebute Metta, dans l'État de Lagos, de 1969 à 1974, où il se présente aux examens nationaux communs d'entrée.
De 1974 à 1981, Ambode fréquente le Federal Government College de Warri,dans l'État du Delta. De 1981 à 1984, il fréquente l'Université de Lagos où il étudie la comptabilité, obtenant son diplôme à l'âge de 21 ans[réf. souhaitée].
Il est également titulaire d'une maîtrise en comptabilité de l'Université de Lagos et obtient le diplôme d'expert-comptable[réf. souhaitée].
Ambode est récompensé par le programme Fulbright et reçoit une bourse du programme Hubert Humphries à Boston, Massachusetts. Il assiste aux cours de la prestigieuse Wharton School de l'Université de Pennsylvanie pour le programme de gestion avancée. Parmi les autres institutions auxquelles il participe pour suivre des cours et des programmes, la Cranfield School of Management, située à Cranfield en Angleterre, l'Institute of Management Development à Lausanne en Suisse, l'INSEAD à Singapour. De plus, il fréquente également la John F. Kennedy School of Government de l'Université Harvard, aux États-Unis,

### Carrière dans la fonction publique
De 1988 à 1991, Akinwunmi Ambode est trésorier adjoint du gouvernement local de Badagry, dans l'État de Lagos. En 1991, il est affecté au gouvernement local de Somolu, dans l'État de Lagos, en tant que responsable d'audit. Il occupe également le poste de trésorier du conseil du gouvernement local de Shomolu au cours des années suivantes[réf. nécessaire].
Il est aussi trésorier du conseil du gouvernement local d'Alimosho, dans l'État de Lagos. En 2001, il devient vérificateur général par intérim du gouvernement local de l'État de Lagos, au Nigeria. Cep poste lui est attribué par la Assemblée de l'État de Lagos. En janvier 2005, Ambode est nommé secrétaire permanent du ministère des Finances de l'État de Lagos[réf. nécessaire].
De 2006 à 2012, Ambode est le comptable général de l'État de Lagos, en charge de toutes les activités financières de l'État et directement responsable de plus de 1400 comptables au service de l'État. Sous sa direction, le Bureau du Trésor de l'État révolutionne la façon dont les finances de l'État de Lagos sont levées, gérées et planifiées. Au cours de ses six années en tant que comptable général de l'État de Lagos, la performance financière de l'État s'améliore, le budget affichant une moyenne de 85 % par an.

### Carrière de consultant
Après 27 ans dans la fonction publique, Ambode prend sa retraite en août 2012. Il fonde Brandsmiths Consulting Limited, une entreprise de conseil en finances publiques et en gestion, qui aide le gouvernement nigérian à tous les niveaux, pour les organismes publics et parapublics et les agences gouvernementales.

### Carrière politique
Ambode se présente au poste de gouverneur de l'État de Lagos en avril 2015 en tant que membre du Congrès des progressistes, le parti au pouvoir dans l'État. Il remporte l'élection, battant Jimi Agbaje, candidat du Parti démocratique populaire, par seulement 150 000 voix. Il commence son mandat le 29 mai 2015, succédant à Babatunde Fashola.
En octobre 2018, Ambode perd les élections primaires de son parti au profit de Babajide Sanwo-Olu, l'empêchant de briguer un second mandat. Il soutient finalement la campagne de Sanwo-Olu qui remporte l'élection.

### Implications dans les activités de son université
Ambode est un membre actif du Federal Government College Warri, Old Students Association (FEGOCOWOSA) et est crédité de la revitalisation de la branche de l'association basée à Lagos. Ambode est président à deux reprises de la branche de l'État de Lagos et pendant trois ans le président national de l'association. Au cours de ces trois années, il exécute des projets clés dans l'établissement, en collaboration avec le réseau des anciens pour améliorer le niveau d'éducation et de vie des étudiants.

### Organisation à but non lucratif
En 2013, il fonde l'association La Roche Leadership Foundation. Son objectif est d'installer des drapeaux nigérians et de l'État de Lagos dans toutes les écoles publiques de l'État.

## Vie privée
En 1991, Ambode épouse Bolanle Patience Odukomaiya. Ils ont des jumeaux, un garçon et une fille. Ambode est chrétien.